# Bittacus bicornis
Bittacus bicornis är en näbbsländeart som beskrevs av Jason Gilbert Hayden Londt 1993. Bittacus bicornis ingår i släktet Bittacus och familjen styltsländor. Inga underarter finns listade i Catalogue of Life.